# Операция «Багратион» (игра)
«Операция „Багратион“» — компьютерная игра, разработанная студией Wargaming.net и выпущенная компанией Новый Диск для устройств под управлением Windows. «Операция „Багратион“» представляет собой стратегию в реальном времени. Игра была официально выпущена 25 декабря 2008 года.
«Операция „Багратион“» получила положительные отзывы от критиков и игроков. Наиболее высоко были оценены игровой процесс, звуковое сопровождение, интерфейс и управление, однако критике подверглась графическая составляющая.

## Игровой процесс

Игровой процесс. Рота «Королевских Тигров» атакует позиции врага.

«Операция „Багратион“» представляет собой стратегию в реальном времени и повествует об одноимённой наступательной операции Великой Отечественной войны. Играть можно как за Красную армию, так и за вермахт. Игровой процесс состоит в управлении накопленных ресурсов и боевых действиях с противниками, управляемых как ИИ, так и живыми игроками.
Перед стартом каждой миссии игроку даётся историческая справка, боевая задача, а также показывается карта с возможными путями нападения противника. Миссии могут быть различными: захватить две деревни и взять одну из точек, взять высоту или удержать позицию.
Боевые единицы в игре делятся на 4 условные категории: пехота, бронетехника, артиллерия и авиация. Каждая категория включает в себя различные виды отрядов: пехота — новобранцев, штурмовую пехоту и ударные отряды, бронетехника — Т-34, Т-34-85, ИСУ-152 и др., артиллерия — дивизионную пушку, гаубицу, зенитную артиллерию и «Катюшу». У каждого юнита есть ряд показателей, которые можно улучшать по окончании миссий: броня, огневая мощь, манёвренность и дальность стрельбы. По мере продвижения в распоряжение игрока поступают только три боевые единицы — пехота, бронетехника, артиллерия. Авиация неподконтрольна игроку и присутствует в качестве огневой поддержки, вызываемой для удара по указанной территории.
Многопользовательская игра проходит в формате «один на один». Режим проходит на тех же картах, что и кампания; в игре присутствуют точки и боевые задачи из миссий.

## Разработка и выпуск
«Операция „Багратион“» была разработана компанией Wargaming.net. На разработку внутреннего игрового движка ушло два года. Один из создателей игры, Владимир Кислый, отмечал, что для её создания приходилось детально изучать местность, где происходили сражения, консультируясь с Белорусским государственным музеем истории Великой Отечественной войны.
Игра была выпущена 25 декабря 2008 года в странах СНГ и Прибалтики компанией «Новый Диск». «Операция „Багратион“» вышла в двух DVD-изданиях — обычном (в джевел-упаковке) и коллекционном. В комплектацию коллекционного DVD-издания входили:
- DVD-диск с дополнительными материалами — фильмом о создании игры, саундтреком, эксклюзивными артами, обоями для рабочего стола;
- подробное руководство пользователя на русском языке;
- двусторонний плакат;
- значки танковых и авиационных войск[14].

## Отзывы
| Русскоязычные издания       | Русскоязычные издания      |
| Издание                     | Оценка                     |
| --------------------------- | -------------------------- |
| Absolute Games              | 75 %                       |
| PlayGround.ru               | 8,7/10                     |
| StopGame.ru                 | 4/5                        |
| «Игромания»                 | 8/10                       |
| «Игры Mail.ru»              | 6/10                       |
| «ЛКИ»                       | 90 %                       |
| «Страна игр»                | 8,5/10                     |
| ITC.ua                      | 3,5/5                      |
| Виртуальные радости         | 7,5/10                     |
| Ф-Центр                     | 80 %                       |
| Награды                     |                            |
| Издание                     | Награда                    |
| КРИ Awards                  | Лучшая стратегическая игра |
| Награда журнала «ЛКИ»       | Корона                     |
| Медаль журнала «Страна игр» | За игровую механику        |

К. Фомин из интернет-портала Absolute Games отметил из минусов графику и мультиплеер. Рецензент под ником PG Diamond из интернет-издания PlayGround.ru высоко оценил геймплей, интерфейс и управление.
Автор обзора под ником Jade Spirit из интернет-портала StopGame.ru отметил из плюсов «красивые модели боевых единиц», хорошую тактическую часть и то, что «наконец-то сражения происходят не на пляжах Омахи», а из минусов — непривлекательные ландшафты и отсутствие ощущения глобальности и погружения. Илья Янович из журнала «Игромания» отметил из минусов системные требования игры и графическую составляющую.
Роман Епишин из той же «Игромании» отнёс к плюсам «богатые тактические возможности», разнообразные задания, «интересный, хоть и не оригинальный способ добывать „ресурсы“», а к минусам — завышенные системные требования, дефицит ярких спецэффектов и «заезженную тему, отрицательно повлиявшую на сюжет в целом».
Михаил Трусов из интернет-портала Игры Mail.ru в заключении обзора отметил: «Итоговое отношение к „Операции Багратион“ зависит от ваших ожиданий — если вы хотели получить динамичную стратегию в реальном времени, где всё меняется на ходу, то, скорее всего, останетесь разочарованными».
Кирилл Орешкин из журнала «Лучшие компьютерные игры» отметил из плюсов высокую детализацию войск, простое управление, паузу, удобный интерфейс и звуковое сопровождение, а из минусов — анимацию взрывов, замедленное движение камеры и то, что «в кампании есть огрехи с балансом сил». Редакция интернет-портала ITC.ua оценила звуковое сопровождение, однако критике подвергла графическую составляющую.
Автор обзора по ником AlexS из газеты «Виртуальные радости» похвалил режим «кинематографической камеры», однако отметил из минусов небольшую продолжительность игры и однообразие игровых локаций. Алексей Перевертайлов из интернет-магазина «Ф-Центр» оценил графику и звуковое сопровождение.
Андрей Окушко из журнала «Страна игр» отметил из плюсов кампанию с разнообразными миссиями и «серьёзно подготовленный к боям с геймером AI», а из минусов — упрощённость геймплея и отдельные недоработки в поведении искусственного интеллекта.